# Meridiano 60 E
O meridiano 60 E é um meridiano que, partindo do Polo Norte, atravessa o Oceano Ártico, Europa, Ásia, Oceano Índico, Oceano Antártico, Antártida e chega ao Polo Sul. Forma um círculo máximo com o Meridiano 120 W.
Começando no Polo Norte, o meridiano 60º Este tem os seguintes cruzamentos:
| País, território ou mar | Notas                                                           |
| ----------------------- | --------------------------------------------------------------- |
| Oceano Ártico           |                                                                 |
| Rússia                  | Ilha Hofmann, Ilha Wilczek e Ilha Salm, Terra de Francisco José |
| Oceano Ártico           | Mar de Barents                                                  |
| Rússia                  | Ilha Severny, Novaya Zemlya                                     |
| Oceano Ártico           | Mar de Kara                                                     |
| Rússia                  | Ilha Vaygach e Rússia Continental                               |
| Cazaquistão             |                                                                 |
| Uzbequistão             |                                                                 |
| Turquemenistão          |                                                                 |
| Irão                    |                                                                 |
| Oceano Índico           |                                                                 |
| Oceano Antártico        |                                                                 |
| Antártida               | Território Antártico Australiano, reivindicado pela Austrália   |